# Musée des automates
Pour les articles homonymes, voir Musée des automates (homonymie).
Le musée des automates est un musée français situé dans la ville de La Rochelle, en Charente-Maritime.

## Histoire
Le musée a été ouvert en 1984. En 2023, il est démoli pour laisser place à des logements. Les collections devraient déménager.

## Collections
Les automates proviennent de toute l'Europe et de toutes époques.
Le musée est décomposé en 4 parties :
- les automates anciens d'avant 1900
- les automates publicitaires des années 1920 à 1950
- les reconstitutions historiques
- les vitrines animées de grands magasins.

## Galerie

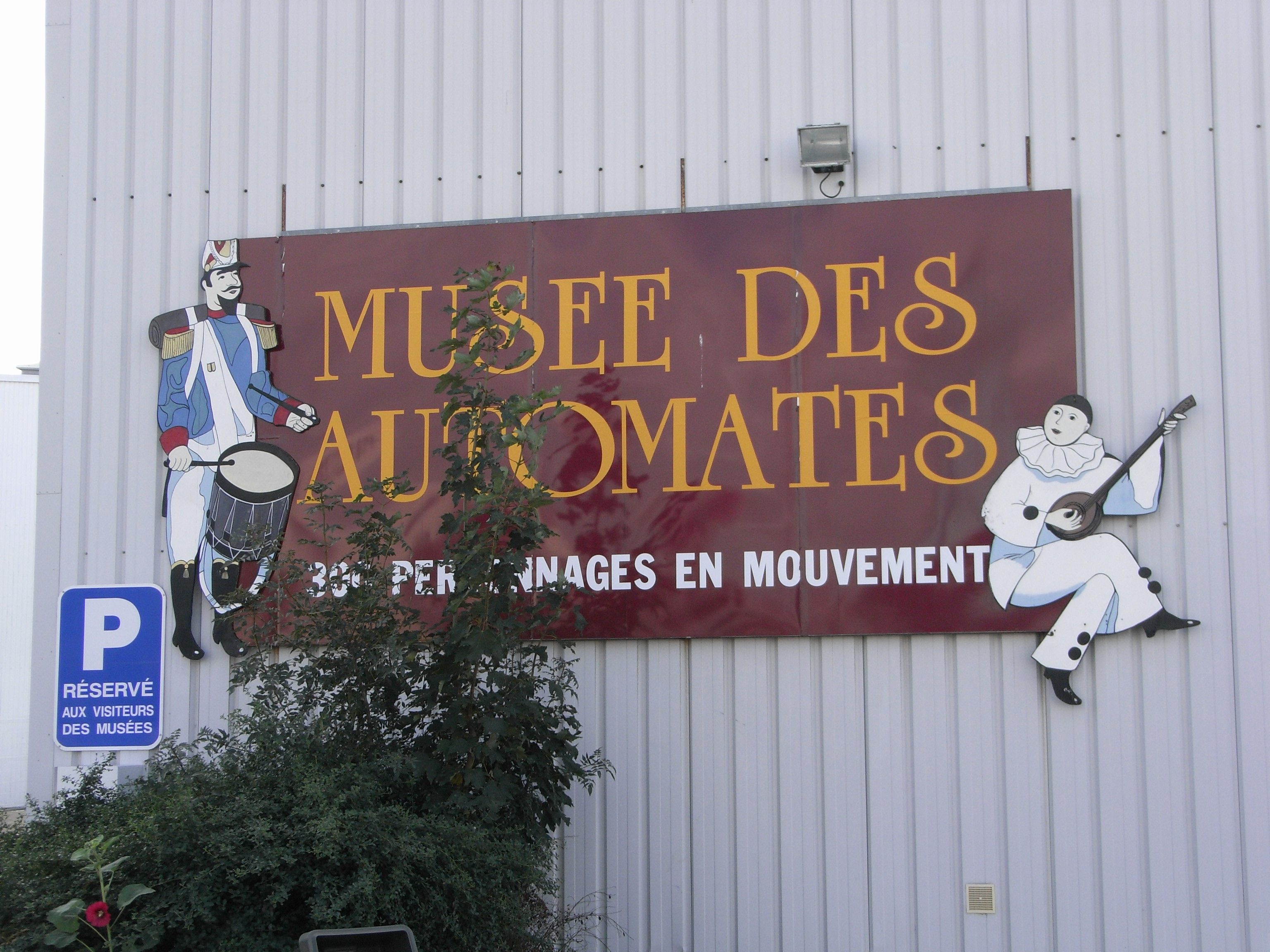
Le musée